# Antibaria notata
Antibaria notata is een slakkensoort uit de familie van de Hydrobiidae. De wetenschappelijke naam van de soort is voor het eerst geldig gepubliceerd in 1865 door Frauenfeld.